# 施泰瑙
施泰瑙是德国下萨克森州的一个市镇。总面积36.07平方公里，总人口889人，其中男性467人，女性422人（2011年12月31日），人口密度25人/平方公里。